# Teuvo Nortia
Teuvo Antti Oskari Nortia (till 1935 Nordström), född 16 oktober 1922 i Viborg, död 7 december 1996, var en finländsk kemiingenjör och kemist.
Nortia blev student 1941, diplomingenjör vid Tekniska högskolan i Helsingfors 1947 samt teknologie licentiat 1955 och teknologie doktor 1958. Han var laboratorieingenjör vid Svenska Metallverken i Finspång 1948–1950, assistent vid Tekniska högskolan 1950–1960, biträdande professor i oorganisk och analytisk kemi vid Uleåborgs universitet 1961–1966, vid Åbo universitet 1966–1976 och professor i oorganisk kemi vid Åbo universitet 1976–1986. Han författade skrifter inom koordinationskemi.